# Boris Mirkin-Getzewitsch
Boris Mirkin-Getzewitsch (russisch Борис Сергеевич Миркин-Гецевич, franz. Mirkine Guetzewitch; * 1. Januar 1892 in Kiew; † 1. April 1955 in Paris; Pseudonym: Boris Mirsky) war ein russisch-französischer Rechtswissenschaftler und leitete zeitweise das Pariser Institut für Rechtsvergleichung.

## Leben
Mirkin-Getzewitsch studierte in Sankt Petersburg mit Schwerpunkt im Verfassungsrecht. Wegen der Russischen Revolution ging er nach Paris, wo er zeitweise das Institut für Rechtsvergleichung leitete.
1953 wurde Mirkin-Getzewitsch in die American Academy of Arts and Sciences gewählt.
Seine Tochter Vitia heiratete Stéphane Hessel.

## Schriften
- Les Constitutions des nations américaines, 1932
- Droit constitutionnel international, 1933
- Les Nouvelles tendences du droit constitutionnel, 1935
- Le Parlamentarisme sous la Convention nationale, 1936
- La Quatrième république, 1946
- Les constitutions européennes, 1951–1952